# Xoài Carabao
Xoài Carabao', còn được gọi là xoài Philippines hay xoài Manila, là một loại xoài có nguồn gốc từ Philippines. Đây là một trong những giống xoài quan trọng nhất được trồng ở Philippines. Sự đa dạng đã mang lại cho chúng danh tiếng quốc tế do có vị ngọt và hương vị kỳ lạ của nó. Giống xoài được liệt kê là ngọt nhất thế giới theo ấn bản năm 1995 của Sách kỷ lục Guinness thế giới. Nó được đặt theo tên của carabao, một giống trâu nước thuần hóa của người Philippines.
Có 14 chủng xoài Carabao khác nhau. Những chủng này bao gồm Talaban và Fresco của Guimaras, MMSU Gold của Vùng Ilocos và Lamao và Elena ngọt của Zambales. Một nghiên cứu so sánh được thực hiện bởi Cục nghiên cứu nông nghiệp của Bộ Nông nghiệp năm 2003 cho thấy Sweet Elena of Zambales là giống xoài Carabao có hương vị ngọt nhất.
Các giống xoài Ataulfo và Manilita của México có nguồn gốc từ xoài Philippines thông qua thương mại Galleon Manila giữa nhựng năm 1600-1800. Cả hai giống này đôi khi được gọi là "xoài Manila" trong thương mại.